# Lijst van spelers van DC United
Deze lijst omvat voetballers die bij de Amerikaanse voetbalclub DC United spelen of gespeeld hebben. De spelers zijn alfabetisch gerangschikt.

## A
- Lyle Adams
- Nicholas Adderly
- Freddy Adu
- Jeff Agoos
- Miguel Aguilar
- Chris Albright
- Ely Allen
- Danny Allsopp
- Kevin Ara
- Raul Díaz Arce
- Kenny Arena
- Bryan Arguez
- Stephen Armstrong
- Davy Arnaud
- Nana Attakora

## B
- Devin Barclay
- Brandon Barklage
- Christian Benteke
- Steve Birnbaum
- Branko Bošković
- Bobby Boswell
- Rodrigo Brasesco
- Blake Brettschneider
- Marc Burch

## C
- Brian Carroll
- Jeff Carroll
- Pat Carroll
- José Carvallo
- Kasali Casal
- Alex Caskey
- Cristian Castillo
- Ronald Cerritos
- Christian
- Abdul Conteh
- Bobby Convey
- Ryan Cordeiro
- Louis Crayton
- Adam Cristman
- Steve Cronin
- Shawn Crowe
- Jeff Curtin

## D
- Charlie Davies
- Nick DeLeon
- Eric Denton
- Stephen deRoux
- John DiRaimondo
- Francis Doe
- Matías Donnet
- Conor Doyle
- Rod Dyachenko
- Andrew Dykstra

## E
- Luciano Emilio
- Facundo Erpen
- Alecko Eskandarian
- Fabián Espíndola
- David Estrada
- Marco Etcheverry

## F
- Michael Farfan
- Lucio Filomeno
- Sean Franklin
- Fred

## G
- Marcelo Gallardo
- Scott Garlick
- Christian Gomez
- Mike Graczyk
- Jordan Graye
- Joshua Gros
- Iván Guerrero
- Steve Guppy

## H
- David Habarugira
- Markus Halsti
- Bill Hamid
- John Harkes
- Ezra Hendrickson
- Pedro Pablo Hernández

## I
- Dennis Iapichino
- Erik Imler
- Ben Iroha
- Galin Ivanov

## J
- Andrew Jacobson
- Dejan Jakovic
- Julius James
- Greg Janicki
- Avery John
- Eddie Johnson
- Junior Carreiro

## K
- Ola Kamara
- Brian Kamler
- Taylor Kemp
- Thabiso Khumbalo
- Stephen King
- Quavas Kirk
- Perry Kitchen
- Miloš Kočić
- Chris Korb
- Ibrahim Koroma
- Dema Kovalenko
- Guy Kpene
- Nana Kuffour
- Shawn Kuykendall

## L
- Roy Lassiter
- Tim Lawson
- Mark Lisi
- Carlos Llamosa

## M
- Justin Mapp
- Jesse Marsch
- Collin Martin
- Gonzalo Martínez
- Dax McCarty
- Ryan McIntosh
- Devon McTavish
- Domenic Mediate
- Tim Merritt
- Ryan Miller
- Justin Moose
- Jaime Moreno
- Kurt Morsink
- Travis Mulraine

## N
- Floribert N'Galula
- Ange N'Silu
- Andy Najar
- Bryan Namoff
- Lewis Neal
- Ryan Nelsen
- Joseph Ngwenya
- Matt Nickell
- Franco Niell
- Jay Nolly
- Brad North

## O
- Ben Olsen
- Kofi Opare

## P
- Jeff Parke
- Juan Manuel Peña
- Gonzalo Peralta
- Orlando Perez
- Troy Perkins
- Mike Petke
- Joeri Petrov
- Chris Pontius
- Eddie Pope
- Tom Presthus
- Brandon Prideaux

## Q
- Santino Quaranta
- Eliseo Quintanilla

## R
- Milton Reyes
- Barry Rice
- James Riley
- Nick Rimando
- J P Rodrigues
- Chris Rolfe

## S
- Tony Sanneh
- Maicon Santos
- Michael Seaton
- Conor Shanosky
- Tiyiselani Shipalane
- Luis Silva
- Clyde Simms
- Sergej Skatschenko
- Mike Slivinski
- Erik Sorga
- Earnie Stewart
- Hristo Stoichkov
- David Stokes
- Dan Stratford
- Berthy Suárez
- Danny Szetela

## T
- Carey Talley
- Andrew Terris
- Thiago Martins
- Craig Thompson
- Jason Thompson
- James Thorpe
- John Thorrington
- Casey Townsend

## V
- Nick Van Sicklen
- Greg Vanney
- Carlos Varela
- Lawson Vaughn
- Joe Vide
- Petter Villegas

## W
- Jamil Walker
- Rodney Wallace
- Mark Watson
- Andrew Weber
- Zach Wells
- Ethan White
- Josh Wicks
- Richie Williams
- Joe Willis
- Kiki Willis
- John Wilson
- Josh Wolff
- Daniel Woolard

## Z
- Mike Zaher
- Henry Zambrano
- Jed Zayner
- Craig Ziadie